# Meniń Qazaqstanym
Meu Cazaquistão (em cazaque:  Менің Қазақстаным) é o atual hino nacional da República do Cazaquistão, adotado em 7 de janeiro de 2006, e um dos símbolos nacionais do Cazaquistão. É baseado numa música tradicional cazaque homônima de 1956, com a melodia de Shamshi Qaldayaqov e a letra de Jumeken Najimedenov. Ele substituiu o Hino Nacional do Cazaquistão, que perdurou por várias décadas, durante a era soviética, e nos seus primeiros anos de independência (obviamente, com letra diferente).
A versão original foi alterada por Nursultan Nazarbayev.

## Hino anterior
O Hino nacional do Cazaquistão foi escrito por Muzafar Alimbayev, Kadyr Myrzaliyev, Tumanbai Moldagaliyev e Zhadyra Daribayeva, e esteve em vigor entre 1991 e 2006. É uma modificação do hino da República Socialista Soviética Cazaque. A música é de Mukan Tulebayev, Eugeny Brusilovsky e Latif Khamidi. 